# Ryota Matsumoto
Ryota Matsumoto (松本 良多 Matsumoto Ryota?, Saitama, 21 de noviembre de 1990) es un exfutbolista japonés que jugaba como defensa.

## Trayectoria

### Clubes
| Club                 | País  | Año       |
| -------------------- | ----- | --------- |
| Consadole Sapporo    | Japón | 2013-2014 |
| F. C. Machida Zelvia | Japón | 2015-2017 |
| Montedio Yamagata    | Japón | 2018-2022 |